# فرنسيس كروزه
فرنسيس كروزه (بالألمانية: Francis Kruse)‏ (و. 1854 – 1930 م) هو قانوني، وسياسي ألماني، ولد في كولونيا، توفي عن عمر يناهز 76 عاماً.

## التعليم
تعلم في جامعة لايبتزغ، وتعلم في جامعة غوتينغن
.

## جوائز
حصل على جوائز منها:

Order of the Red Eagle 2nd Class ‏